# Doukas SAC
Il Doukas è la sezione di calcio a 5 dell'omonima società polisportiva greca con sede ad Amarousio. La sezione di calcio a 5 è stata fondata nel 1996.

## Palmarès
- Campionato greco: 6

2000-01, 2016-17, 2017-18, 2020-21, 2021-22, 2022-23
- Coppa di Grecia: 6

2000-01, 2002-03, 2003-04, 2014-15, 2018-19, 2021-22